# Vireor
Vireor (Vireonidae) är en familj av små till mellanstora tättingar som huvudsakligen lever i Amerika.

## Systematik
Familjen Vireonidae troddes tidigare stå nära den amerikanska familjen skogssångare (Parulidae). DNA-studier har dock visat att den istället är en del av en grupp fåglar där bland annat kråkfåglarna (Corvidae) ingår. Vireorna verkar vara närmast släkt med bärfåglarna (Paramythiidae) på Nya Guinea samt familjerna visslare (Pachycephalidae) och gyllingar (Oriolidae).
Fram tills nyligen ansågs vireor vara en utpräglad amerikansk familj. Genetiska studier har dock förvånande nog visat att två släkten med asiatiska fåglar, Pteruthius och Erpornis tidigare placerade i familjen timalior, i själva verket är en del av Vireonidae. Dessa förs nu allmänt till familjen. Trots iakttagelser som visar vireoliknande beteenden hos Pteruthius var det få som räknade med den biogeografiska osannolikheten att finna nära släktingar till vireo i Asien.
Även inom familjen har genetiska studier resulterat i taxonomiska förändringar. Släktet Hylophilus har visats sig vara parafyletiskt gentemot de flesta övriga släkten i familjen och har därför delats upp i flera: Hylophilus, Pachysylvia och Tunchiornis. Vidare har en art, tepuívireon, tidigare i Hylophilus, istället visats sig vara en del av Vireo.

## Utseende och läte
Arterna inom familjen så som den är traditionellt konstituerad har vanligtvis en matt, grönfärgad fjäderdräkt. De små arterna påminner morfologiskt om grönsångare men har kraftigare näbb. Storleken och vikten varierar från 10 centimeter och 8 gram till 17 centimeter och 40 gram.
Asiatiska yuhinavireon har en tydlig tofs, likt yuhinorna den tidigare troddes vara nära släkt med. De likaledes asiatiska brokvireorna i Pteruthius är mer kontrastrika i fjäderdräkten som dessutom skiljer sig tydligt åt mellan könen. De varierar också i storlek, mellan 11,5 och 20 cm i längd, men alla arter har en kraftig och krokförsedd svart näbb.
Merparten av arternas hanar är ihärdiga sångare. Hos de karibiska arterna är sången vanligtvis ganska enkel och monoton medan sången hos chocóvireo (Vireo masteri) och arterna inom släktet Vireolanius anses vara de mest komplexa och välljudande. Sången hos brokvireorna är enkel och monoton.

## Utbredning och biotop
Arterna i familjen förekommer huvudsakligen i Amerika, framför allt i Mellanamerika och norra Sydamerika. Tretton arter av släktet Vireo häckar längre norrut, i USA och Kanada, och av dessa är det bara kungsfågelvireon som inte är flyttfågel. Vireor flyger sällan längre sträckor förutom under flyttningen.. Deras häckningsbiotop utgörs av olika typer av skogsmiljöer, där olika arter föredrar olika habit som trädkronor, undervegetation eller mangroveträsk.
De arter som är stannfåglar uppträder i par eller familjegrupper som försvarar sitt revir hela livet, förutom huttonvireo som sällar sig till blandflockar under vintern. De flesta flyttfåglarna försvarar vinterreviret mot artfränder. Undantagen är komplexet bestående av rödögd vireo, gulgrön vireo, mustaschvireo och yucatanvireo som istället övervintrar i mindre omkringflygande flockar utan specifikt revir.
Brokvireorna i Pteruthius och yuhinavireon hittas i södra och sydöstra Asien. De flesta av arterna förekommer i bergsskogar men rör sig till lägre liggande områden vintertid.

## Levnadssätt

### Föda
Huvudfödan består av insekter och andra leddjur men de äter även frukt. De plockar sitt byte från löv och grenverk, men arterna inom släktet Vireo fångar även flygande insekter, och grå vireo (Vireo vicinior) tar fem procent av sin föda från marken.

### Häckning
Bokonstruktionen och häckningsbeteende hos merparten av de tropiska arterna är okända. Alla bon som har observerats är kupolformade och hänger från grenverket och hos dessa genomförs ruvningen främst av honan förutom hos rödögd vireo.

## Släkten i taxonomisk ordning
Nedanstående lista med släkten och artantal följer AviList:
- Pteruthius – 6 arter brokvireor
- Erpornis – yuhinavireo
- Cyclarhis – 2 arter
- Hylophilus – 8 arter
- Vireolanius – 4 törnskatsvireor
- Tunchiornis – 4 arter
- Pachysylvia – 5 arter
- Vireo – 33 arter